# Jeff Batchelor
Pour les articles homonymes, voir Batchelor.
Jeff Batchelor, né le 29 avril 1988, est un snowboardeur canadien originaire d'Oakville (Ontario) et spécialisé dans le half pipe. Au cours de sa carrière, il fut médaillée d'argent en half pipe en 2009 à Gangwon (Corée du Sud) derrière le Japonais Ryoh Aono et le Français Sylvain Dufour, en coupe du monde il a connu  à trois reprises un podium dont une victoire à Sungwoo (Corée du Sud) en février 2007.
Participant aux jeux olympiques d'hiver de 2010 à Vancouver dans la catégorie half pipe il ne se hissera qu'à la 32e place du classement.

## Palmarès

### Championnats du monde
- Championnats du monde 2009 à Gangwon (Corée du Sud):
  -  Médaille d'argent en half pipe.

### Coupe du monde
- 3 podiums dont 1 victoire (en half pipe).